# 오블라띠 선교 수도회
오블라띠 선교 수도회의 정식 명칭은 원죄 없이 잉태되신 마리아의 오블라띠 선교수도회이며, 로마 가톨릭교회의 선교 수도회이다. 1816년 1월 25일 프랑스 엑상프로방스 출신의 가톨릭 사제 에우제니오 드 마제노드에 의해 설립되었다. 1826년 2월 17일 교황 레오 12세에 의해 공식적인 인가를 받았다. 2011년 현재 68개국에 진출해 있으며, 회원 수는 4,400명이다.